# Tefé (gemeente)
Tefé is een gemeente in de Braziliaanse deelstaat Amazonas. De gemeente telt 64.671 inwoners (schatting 2009).
De plaats is zetel van de rooms-katholieke territoriale prelatuur Tefé.

## Geschiedenis
Tefé werd in 1759 gesticht, het heette toen Ega. De naam Ega is definitief Tefé geworden na 1855, toen de plaats een stad werd.

## Geografie

### Hydrografie
Het ligt aan de rechteroever van de Solimões ter hoogte van het meer dat de monding van de Tefé vormt.

### Grensgemeenten
De gemeente grenst aan Alvarães, Carauari, Coari, Juruá, Maraã en Tapauá.

## Bekende inwoners van Tefé
- Henry Walter Bates (1825-1892), natuuronderzoeker, woonde in Ega (Tefé) van 1850-1851 en van 1855-1859.